# Wonder Nhleko
Wonder Nhleko (ur. 16 kwietnia 1981) – suazyjski piłkarz grający na pozycji prawego pomocnika. W swojej karierze rozegrał 47 meczów i strzelił 5 goli w reprezentacji Eswatini.

## Kariera klubowa
Swoją karierę piłkarską Nhleko rozpoczął w klubie Denver Sundowns, w którym zadebiutował w 1999 roku w suazyjskiej pierwszej lidze. W 2002 roku przeszedł do Mbabane Swallows, a na początku 2003 został piłkarzem południowoafrykańskiego Black Leopards FC. Grał w nim do lata 2005. Latem 2005 wrócił do Mbabane Swallows, z którym w sezonie 2005/2006 zdobył Puchar Suazi.
W 2007 roku Nhleko ponownie wyjechał do Południowej Afryki i w sezonie 2006/2007 był piłkarzem klubu FC AK Roodeport. W sezonie 2007/2007 grał w Platinum Stars, w latach 2008-2010 - w Hannover Park, a w sezonie 2010/2011 w Blackburn Rovers.
Od 2011 roku Nhleko ponownie występował w ojczyźnie. W latach 2011–2013 był zawodnikiem Malanti Chiefs, a w latach 2014-2016 - Mbabane Highlanders, z którym w sezonie 2015/2016 wywalczył wicemistrzostwo kraju. W latach 2016–2021 znów grał w Mbabane Swallows, w którym zakończył karierę. W sezonach 2016/2017 i 2017/2018 wywalczył z nim mistrzostwo kraju, a w sezonie 2019/2020 - wicemistrzostwo.

## Kariera reprezentacyjna
W reprezentacji Eswatini Nhleko zadebiutował 6 stycznia 2001 roku w wygranym 1:0 towarzyskim meczu z Angolą, rozegranym w Manzini. Od 2001 do 2018 rozegrał w kadrze narodowej 47 meczów i strzelił 5 goli.